# 404年
| 千纪： | 1千纪 |
| 世纪： | 4世纪 \| 5世纪 \| 6世纪 |
| 年代： | 370年代 \| 380年代 \| 390年代 \| 400年代 \| 410年代 \| 420年代 \| 430年代 |
| 年份： | 399年 \| 400年 \| 401年 \| 402年 \| 403年 \| 404年 \| 405年 \| 406年 \| 407年 \| 408年 \| 409年                                                                                    |
| 纪年： | 甲辰年（龙年）；东晋元兴三年；后燕光始四年；后秦弘始六年；北魏天兴七年，天赐元年；南凉弘昌三年；北凉永安四年；南燕建平五年；西涼庚子五年；桓楚永始二年，天康元年；高句丽永乐十四年 |

## 大事记
- 世界
  - 波斯占埃及。
- 中国
  - 1月1日（元兴二年十二月壬辰）——桓玄正式登位為帝，並改元永始。
  - 3月24日——原北府軍參軍劉裕在京口重建北府軍，聯合劉毅、何無忌、諸葛長民等不屬於北府系統的軍事人物起兵反抗桓玄。
  - 6月19日——桓玄在往蜀地的路上兵敗身死。
  - 劉敬宣、高雅之及司馬休之聯結青州大姓清河崔氏、渤海封氏以及鮮卑豪族，圖謀推翻南燕皇帝慕容德，改立為晉宗室的司馬休之，事情敗露，高雅之逃亡中被南燕兵殺害，司馬休之及劉敬宣則成功南返。
  - 南凉除去年号，臣服后秦。
  - 十月，盧循登陸攻陷廣州治所番禺，生擒廣州刺史吳隱之，又命姊夫徐道覆攻下始興郡。

## 逝世
- 3月30日——王愉，東晉時期官員，中書令王坦之次子，官至尚書左僕射，因謀起兵襲擊當時領導義兵討伐桓玄的劉裕而被其誅殺。
- 3月27日——檀憑之，東晉時期將領，曾與劉裕一同舉兵討伐桓玄，但期間戰死。
- 6月19日——桓玄，譙國桓氏代表人物，東晉名將桓溫之子，東晉末期桓楚政權建立者。
- 高雅之，東晉將領。魏郡太守高衡孫、吳興太守高素子，征東將軍劉牢之的女婿。因討伐桓玄失敗而北逃至南燕，後涉及謀殺慕容德事而被殺。
- 劉軌，兗州東平郡人。東晉時期將領，官至冀州刺史。因討伐桓玄失敗而北逃至南燕，後涉及謀殺慕容德事而被殺。